# Tytus Flawiusz Sabinus (8–69)
Tytus Flawiusz Sabinus (Titus Flavius Sabinus; ur. 8, zm. 21 grudnia 69 w Rzymie) – prefekt Rzymu w latach 56-69 (z przerwami).
Syn Tytusa Flawiusza Sabinusa (I) i jego żony Wespazji Polli
Był rzymskim senatorem, namiestnikiem Mezji i konsulem (dwukrotnie). Przez czternaście lat piastował urząd prefekta Rzymu - zapewne od 56 do 60 i od 61 do 69 roku. Zginął w grudniu 69 roku, walcząc z wojskami cesarza Witeliusza.
Starszy brat Wespazjana, stryj Tytusa i Domicjana.
Miał dwóch synów: Tytusa Flawiusza Sabinusa (III) oraz Flawiusza Klemensa oraz córkę Plautillę.
Bohater powieści Paula L. Maiera Rzym w płomieniach. Pojawia się w powieści Miki Waltariego Wrogowie rodzaju ludzkiego.